# Fred Boyd
Freddie L. Boyd (ur. 13 czerwca 1950 w Bakersfield, zm. 8 października 2023 tamże) – amerykański koszykarz, występujący na pozycji rozgrywającego.

## Osiągnięcia
NCAA
- Zaliczony do składu All-American Converse Second Team (1972)[2]

NBA
- Wybrany do All-NBA Rookie Team (1973)[3]